# Uladsimir Kopaz
Uladsimir Mikalajewitsch Kopaz (belarussisch Уладзімір Мікалаевіч Копаць, russisch Владимир Николаевич Копать Wladimir Nikolajewitsch Kopat; * 23. April 1971 in Minsk, Weißrussische SSR) ist ein ehemaliger belarussischer Eishockeyspieler.

## Karriere
Uladsimir Kopaz begann seine Karriere als Eishockeyspieler in seiner Heimatstadt bei Dinamo Minsk, das sich ab 1993 in Tiwali Minsk umbenannte. Mit diesen gewann er 1993, 1994 und 1995 drei Mal in Folge die belarussische Meisterschaft. Daraufhin erhielt der Verteidiger einen Vertrag beim HK Awangard Omsk aus der russischen Superliga. Nach nur einem Jahr wechselte er zu dessen Ligarivalen Torpedo Jaroslawl, mit dem er in der Saison 1996/97 russischer Meister wurde. Auch in den folgenden Jahren blieb der Linksschütze zunächst in der Superliga, in der er ab 1998 für Sewerstal Tscherepowez, SKA Sankt Petersburg, Neftechimik Nischnekamsk und Krylja Sowetow Moskau zum Einsatz kam.
Nach nur acht Spielen bei Krylja Sowetow Moskau, unterschrieb Kopaz zu Beginn der Saison 2002/03 beim HK Keramin Minsk, mit dem er 2003 und 2004 jeweils die East European Hockey League gewann. Im Anschluss an die beiden Meistertitel wurde er von Keramins Stadtnachbarn HK Junost Minsk verpflichtet, mit dem er 2005 und 2006 jeweils belarussischer Meister wurde. Auf europäischer Ebene gewann der Olympiateilnehmer von 2002 mit Junost Minsk zudem in der Saison 2006/07 den IIHF Continental Cup und wurde als bester Verteidiger des Endturniers ausgezeichnet. Von 2007 bis 2010 stand der ehemalige Nationalspieler beim HK Homel in der Extraliga unter Vertrag. Anschließend beendete er seine Karriere.
In der Saison 2017/18 war er Assistenztrainer beim HK Awangard Omsk, wurde aber im Dezember 2017 zusammen mit Cheftrainer Skabelka entlassen.

### International
Für Belarus nahm Kopaz an den C-Weltmeisterschaften 1994 und 1995 sowie den B-Weltmeisterschaften 1996 und 2002 teil. Des Weiteren stand er im Aufgebot Belarus’ bei den A-Weltmeisterschaften 1999, 2000, 2001, 2003, 2005 und 2006. Bei den Olympischen Winterspielen 2002 in Salt Lake City trat Kopaz für sein Land an, nachdem er zuvor für Belarus bereits in der Olympiaqualifikation zum Einsatz kam.
Zu weltweitem, medialen Interesse an seiner Person kam es im Verlauf der Olympischen Winterspiele 2002 in Salt Lake City, als er in der Viertelfinalpartie gegen Schweden den krassen Außenseiter Belarus wenige Minuten vor Ende der Partie zum Sieg schoss. Kopaz führte den Puck dabei in die neutrale Zone und überwand Schwedens Schlussmann Tommy Salo mit einem Schlagschuss aus 20 Metern, der ihn zunächst an der Maske traf und dann über den Rücken ins Tor rollte. Der 4:3-Sieg von Belarus war eine der größten Überraschungen der olympischen Eishockeygeschichte neben dem sogenannten „Miracle on Ice“.

## Erfolge und Auszeichnungen
| - 1993 Belarussischer Meister mit Dinamo Minsk - 1994 Belarussischer Meister mit Tiwali Minsk - 1995 Belarussischer Meister mit Tiwali Minsk - 1997 Russischer Meister mit Torpedo Jaroslawl - 2003 East-European-Hockey-League-Gewinn mit dem HK Keramin Minsk | - 2004 East-European-Hockey-League-Gewinn mit dem HK Keramin Minsk - 2005 Belarussischer Meister mit dem HK Junost Minsk - 2006 Belarussischer Meister mit dem HK Junost Minsk - 2007 IIHF-Continental-Cup-Gewinn mit dem HK Junost Minsk - 2007 Bester Verteidiger des IIHF Continental Cup |

### International
- 1995 Aufstieg in die B-Gruppe bei der C-Weltmeisterschaft
- 2002 Aufstieg in die Top Division bei der Weltmeisterschaft der Division I